# Окашъял
 Окашъял  — деревня в Куженерском районе Республики Марий Эл. Входит в состав Тумьюмучашского сельского поселения.

## География
Находится в северо-восточной части республики Марий Эл на расстоянии приблизительно 9 км на север-северо-запад от районного центра посёлка Куженер.

## История
Известна с 1750 года, когда здесь проживал 151 человек. В 1874 году деревня состояла из 30 дворов, в ней проживали 154 человека. В 1932 году в деревне насчитывалось 226 марийцев и 4 русских. В 1999 году в деревне оставалось 9 хозяйств. В 2005 году оставались два дома. В советское время работал колхоз «Окаш».

## Население
Население составляло 14 человек (мари 86 %) в 2002 году, 1 в 2010.